# Lithosia chekiangica
Lithosia chekiangica är en fjärilsart som beskrevs av Daniel 1954. Lithosia chekiangica ingår i släktet Lithosia och familjen björnspinnare. Inga underarter finns listade i Catalogue of Life.